# 충청북도경찰청

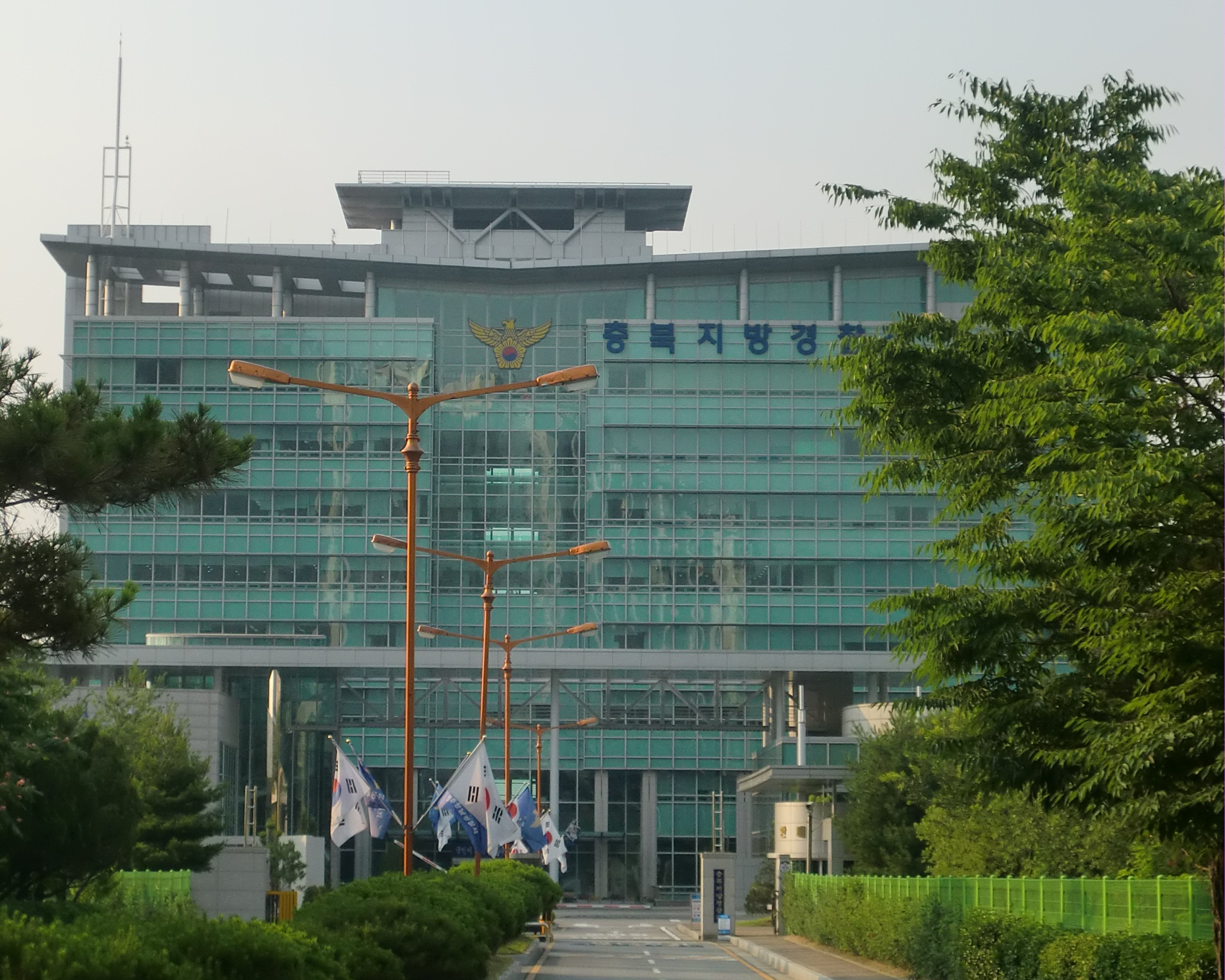
충북경찰청 청사

충청북도경찰청(忠淸北道警察廳, Chungbuk Provincial Police Agency)은 충청북도의 치안에 관한 사무를 관장하는 기관이다. 청장은 치안감으로 보한다.

## 역사
- 1945년 8월 15일 해방당시 충청북도 경찰부 발족
- 1946년 4월 10일 행정기구 개편으로 제4관구 경찰청 설립
- 1948년 10월 18일 충청북도지사 산하 충청북도 경찰국으로 개칭
- 1980년 11월 청주시 무심천 서부지역을 관할하는 청주서부경찰서 개서
- 1991년 8월 21일 충청북도 경찰국이 충청북도지방경찰청으로 변경
- 2005년 11월 청사 이전
- 2021년 1월 1일 자치경찰제 도입에 따라 충청북도경찰청으로 변경

## 조직
청장
- 홍보담당관

차장
| - 정보화장비담당관 - 청문감사담당관 - 직할대 - 제1기동대 - 기동1중대 | - 경무과 - 경무계 - 기획예산계 - 인사계 - 교육계 - 경리계 | - 생활안전과 - 생활안전계 - 생활질서계 - 112종합상황실 - 여성청소년과 - 여성보호계 - 아동청소년계 | - 수사과 - 수사1·2계 - 강력계 - 과학수사계 - 마약수사대 - 광역수사대 - 사이버수사대 | - 경비교통과 - 경비경호계 - 작전의경계 - 항공대 - 교통계 - 교통안전계 - 교통조사계 - 고속도로순찰대 | - 정보과 - 정보1·2·3·4계 - 보안과 - 보안계 - 보안수사대 - 외사계 - 국제범죄수사대 |

## 경찰관서
| - 청주상당경찰서 - 청주흥덕경찰서 - 청주청원경찰서 - 청주서원경찰서 - 충주경찰서 | - 제천경찰서 - 영동경찰서 - 괴산경찰서 - 증평경찰서 - 단양경찰서 | - 보은경찰서 - 옥천경찰서 - 음성경찰서 - 진천경찰서 |

- 현재 증평군의 경찰 업무는 괴산경찰서가 겸한다.

### 경찰항공대
1986년 10월 13일에 창설되었다.